# Notechidnopsis
Notechidnopsis es un género monotípico de plantas fanerógamas perteneciente a la familia Apocynaceae. Su única especie, Notechidnopsis tessellata, es originaria de Sudáfrica

## Descripción
Son plantas con tallos suculentos, de 2-6 cm de alto, poco ramificadas, con el látex incoloro; los rizomas ocasionalmente presentes, con raíces fibrosas. Tallos suculentos, de color verde, cilíndricos de 3-10 cm de largo y 9-13 mm de ancho, con 6-8 ángulos, los ángulos redondeados,  glabros. Las hojas reducidas a escamas diminutas o ausentes, verticiladas; basalmente redondeadas.
Las inflorescencias son extra-axilares con 2-5 flores, con 1-2 flores abiertas al mismo tiempo, simples, sésiles ; los pedicelos glabros. Las flores son fragantes, mielíferas, aromáticas, nectaríferas. Tiene un número de cromosomas de 2n= 22

## Taxonomía
Notechidnopsis tessellata fue descrita por (Pillans) Lavranos & M.B.Bleck  y publicado en Cactus and Succulent Journal 57: 256. 1985.
Sinonimia
- Caralluma tessellata Pillans
- Echidnopsis framesii A.C.White & B.Sloane[3]